# Cyathea subdubia
Cyathea subdubia là một loài thực vật có mạch trong họ Cyatheaceae. Loài này được (Alderw.) Domin mô tả khoa học đầu tiên năm 1929.